# Wasting My Young Years
Wasting My Young Years is een nummer van het Britse trio London Grammar uit 2014. Het is de vierde single van hun debuutalbum If You Wait.
Het nummer werd in het Verenigd Koninkrijk in 2013 al uitgebracht. Het haalde daar de 31e positie. In het Nederlandse taalgebied werd het nummer pas in 2014 uitgebracht. In Nederland wist het geen hitlijsten te bereiken, maar in de Vlaamse Ultratop 50 werd een bescheiden 23e positie behaald.